# Forschungsamt
Le  Forschungsamt, ou plus exactement le Forschungsamt des Reichslufthartministeriums (Bureau de recherche du ministère de l'Aviation du Reich) était une agence de renseignement et de cryptanalyse  du parti nazi de 1933 à 1945. Dirigé depuis sa création par  Hermann Göring, le Forschungsamt était au service du parti et non, comme sa dénomination officielle le laissait entendre, d'un ministère.
Centrées sur  les communications internes en Allemagne (courrier, téléphonie, télégrammes) et sur le cassage de codes de cryptographie, ses activités étaient distinctes et parfois concurrentes de celles menées par les services de déchiffrement et de cryptographie de l'OKW ou de celles du SD-Inland.
Lors de sa création, ses activités se basent notamment sur l'article 1er de la Reichstagsbrandverordnung du 28 février 1933 qui suspend entre autres, « jusqu'à nouvel ordre », l'article 117 de la constitution de la République de Weimar, et autorise la violation du secret des communications postales, téléphoniques et télégraphiques.